# Hrabstwo Leslie
Hrabstwo Leslie – hrabstwo w USA, w stanie Kentucky. Według danych z 2010 roku, hrabstwo zamieszkiwało 11310 osób. Siedzibą hrabstwa jest Hyden.